# Tu non credi più/Nel fondo del mio cuore
Tu non credi più/Nel fondo del mio cuore è un 45 giri promozionale della cantante italiana Mina, pubblicato dall'etichetta discografica Ri-Fi nel 1969.

## Il disco
Terzo 45 giri di Mina della stessa confezione "Disco Strip" venduta solo in edicola, che contiene:
- STP 92003/1 disco 1: Tu non mi lascerai/Quando vedrò
- STP 92003/2 disco 2: Ebb Tide/El reloj
- STP 92003/3 disco 3: Tu non credi più/Nel fondo del mio cuore.[3]

Sul cartoncino in cima alla confezione, i titoli di questo disco sono invertiti rispetto alle tracce sul supporto. In realtà esiste una stampa precedente del disco con le facciate scambiate (Nel fondo del mio cuore/Tu non credi più), che faceva parte della prima uscita in formato "Disco Strip" (catalogo STP 92001), commercializzata da Ri-Fi all'inizio del 1969.
Le due canzoni erano già state pubblicate, sia su singoli ufficiali:
- Tu non credi più era stato lato B di Mi sei scoppiato dentro il cuore (dicembre 1966)
- Nel fondo del mio cuore addirittura lato principale con Se tornasse, caso mai sul retro (febbraio 1968),

sia rispettivamente sugli album Sabato sera - Studio Uno '67 e 4 anni di successi, entrambi del 1967.

## Tracce
Lato A
1. Tu non credi più – 3:07 (testo: Alberto Testa, Mogol – musica: Tony Renis; edizioni musicali Kramer / RCA Italiana) – 1967

Lato B
1. Nel fondo del mio cuore (En un rincòn del alma) – 2:41 (testo: Mina – musica: Alberto Cortez; edizioni musicali Settebello) – 1967